# Vivo Baia Mare
Vivo (stilizat VIVO!) este un centru comercial în Baia Mare,  deschis la data de 4 noiembrie 2010, ce cuprinde un supermarket Lidl, peste 90 de magazine și multiplex cu 6 săli de cinema Cinema City. Din centru fac parte magazine precum C&A, H&M, LC Waikiki, New Yorker, Benvenuti, CCC, Deichmann, Adidas, Intersport, Flanco, Media Galaxy, Douglas, KFC, Subway.
Centrul are o suprafață pentru închiriat de 31.569 de metri pătrați, la o suprafață totală construită de peste 60.000 de metri pătrați, aceasta incluzând și o parcare subterană de aproximativ 18.000 de metri pătrați. Centrul a fost dezvoltat de Futureal din Ungaria și este deținut de Immoeast din Austria. Suma totală la care se ridică investiția este de 60 de milioane de euro.
La finalul anului 2016 mall-ul a fost cumpărat de către Immofinanz, fiind redenumit VIVO.